# Jules Vuillemin
Jules Vuillemin (uttal: [vɥijmɛ̃]), född 15 februari 1920 i Pierrefontaine-les-Varans, död 16 januari 2001 i Les Fourgs, var en fransk filosof och författare. Han var professor i epistemologi vid Collège de France från 1962 till 1990. Vuillemin var medarbetare i tidskriften Les Temps Modernes.

## Biografi
Jules Vuillemin studerade filosofi vid École normale supérieure åren 1939–1943. År 1948 försvarade han två avhandlingar: Essai sur la signification de la mort och L'Être et le travail.
Vuillemin utnämndes 1951 till professor i Clermont-Ferrand, dit han rekryterade Michel Serres, Maurice Clavelin, Jean-Claude Pariente och Jean-Marie Beyssade. Till psykologiundervisningen värvade han Michel Foucault. Under sin tid i Clermont-Ferrand publicerade Vuillemin sitt magnum opus La Philosophie de l'algèbre ("Algebrans filosofi").
År 1961 avled Maurice Merleau-Ponty hastigt i en hjärtinfarkt och Vuillemin efterträdde honom som professor i filosofi vid Collège de France.
Vuillemin motsatte sig kraftfullt majrevolten 1968 och utvecklar sitt resonemang kring denna i boken Rebâtir l'université.